# Arthur Besse
Arthur L. Besse ist ein Pseudonym einer Gruppe französischer Mathematiker, zu denen unter anderem Marcel Berger gehört.
Insbesondere veröffentlichten sie eine Monographie über Einsteinsche Mannigfaltigkeiten.
Berger organisierte mit seinen Studenten 1975 einen Workshop über Mannigfaltigkeiten mit geschlossenen Geodätischen, der in Besse-en-Chandesse stattfand, aus dem ein Buch entstand, das sie unter dem Pseudonym Arthur Besse veröffentlichten. Der Vorname Arthur spielt auf die Tafelrunde von König Artus an (der Workshop war von der CNRS als Table Ronde angekündigt). Nach dem Vorbild von Nicolas Bourbaki folgten weitere Bücher und Tagungen, so über Einsteinsche Mannigfaltigkeiten in Espalion in Südwestfrankreich, aus dem ein bekanntes Buch entstand.
Die beteiligten Mathematiker sind im Vorwort zum Beispiel von Einstein Manifolds aufgeführt (dort unter anderem Hermann Karcher, Jean-Pierre Bourguignon, Geneviève Averous, Nigel Hitchin, Jerry Kazdan, Pierre Pansu, Paul Gauduchon, Dennis DeTurck, Lionel Bérard-Bergery, Andrei Derdzinski, Josette Houillot, Norihito Koiso, Albert Polombo, John A. Thorpe, Jacques Lafontaine, Liane Valère).
Paul Gauduchon organisierte ein Arthur Besse Seminar an der École Polytechnique.
2008 übertrug die Gruppe die Erlöse aus dem Verkauf ihrer Bücher der European Mathematical Society zur Unterstützung von jungen Mathematikern aus der Dritten Welt und kündigte an, das Projekt einschlafen zu lassen.

## Schriften
- Einstein Manifolds, Springer Verlag 1987, 2. Auflage 2008
- Manifolds all of whose geodesics are closed. Springer Verlag, Ergebnisse der Mathematik und ihrer Grenzgebiete, 1978 (mit Anhängen von D. B. A. Epstein, J.-P. Bourguignon, L. Bérard-Bergery, M. Berger, J. L. Kazdan)
- Lionel Bérard-Bergery, Marcel Berger, Christian Houzel Géométrie riemannienne en dimension 4 (Arthur Besse Seminar an der Université de Paris VII, Paris, 1978/1979), Textes Mathématiques, 3. CEDIC, Paris, 1981
- Some trends in Riemannian geometry. Duration and change, Springer Verlag, 1994
- Besse (Herausgeber) Actes de la Table Ronde de Géométrie Différentielle.  En l'honneur de Marcel Berger.Luminy, July 12–18, 1992, American Mathematical Society 1996